# Origny-le-Sec
Origny-le-Sec är en kommun i departementet Aube i regionen Grand Est (tidigare regionen Champagne-Ardenne) i nordöstra Frankrike. Kommunen ligger  i kantonen Romilly-sur-Seine 1er Canton som ligger i arrondissementet Nogent-sur-Seine. År 2022 hade Origny-le-Sec 603 invånare.

## Befolkningsutveckling
Antalet invånare i kommunen Origny-le-Sec
Referens: INSEE